# Франсуа де Бофор
Франсуа́ де Бурбо́н-Вандо́м, 2-й герцог де Бофор (фр. François de Bourbon-Vendôme, 2e duc de Beaufort; 16 января 1616 — 25 июня 1669) — внук короля Генриха IV Великого по побочной линии. Был значимой фигурой Фронды, позже в чине адмирала отличился в морских боях в Средиземном море, где и погиб. Поскольку тело погибшего герцога найдено не было, одна из версий гласит, что именно он был Человеком в железной маске.
Побег герцога де Бофора из Венсенского замка в 1648 году стал одним из эпизодов романа Дюма «Двадцать лет спустя»; персонаж появляется и в «Виконте де Бражелоне».

## Биография
Второй сын Сезара де Бурбона, герцога Вандомского (внебрачного сына короля и Габриэль д'Эстре) и Франсуазы Лотарингской.
С юных лет участвовал в войнах — еще в возрасте 12 лет был в экспедиции против Савойи в 1628 году. Принимал участие в осадах Корби, Эсдена и Арраса. Следуя примеру своего отца, вступал в заговоры против кардинала Ришельё, и был вынужден провести некоторое время в изгнании, при дворе английского короля.
После смерти Людовика XIII сначала казалось, что звезда герцога взошла — регентша Анна Австрийская, питавшая к племяннику своего умершего мужа нежные чувства, перепоручила ему своих сыновей, дала ему возможность принимать решения, и т. д. Но её чувства к Мазарини оказались сильнее, Бофор это понял, начал ревновать и попал в опалу.
В 1643 году вступил в один из самых громких заговоров против Мазарини — т. н. «Заговор Высокомерных». Анна Австрийская приказала заточить Бофора в Венсенский замок, откуда он сбежал в 1648 году и скрылся сначала в замок Шенонсо, потом в Вандоме. Был видным лидером Фронды, был прозван парижанами «Король рынков» (Roi des Halles).
Примирился с королевской властью в 1653 году. Король поручил ему несколько важных военных экспедиций. Был назначен гроссмейстером, шефом и главным суперинтендантом навигации. С 1662 года командует французским флотом и бьет турок на Средиземноморье.
В марте 1665 года он возглавил небольшой флот, разгромивший равные ему по силам алжирские силы у Голетты, Тунис. В 1669 году вместе с венецианцами защищал критскую Кандию (совр. Ираклион) от оттоманских турок, и 25 июня 1669 года без вести пропал в ночной вылазке.

## Характер и личная жизнь
Герцог Бофор обладал великолепною внешностью: он был высокого роста, ловок в телесных упражнениях и неутомим; ему были присущи отвага и способность воодушевляться, но он постоянно во всем хитрил и не был правдив; его ум был тяжеловесен и неотёсан; тем не менее он достаточно искусно достигал своих целей, идя напролом; в нем было много завистливости; его доблесть была велика, но нестойка; на людях он неизменно держался храбро, но в чрезвычайных обстоятельствах нередко чрезмерно берёгся. При столь малом наборе привлекательных качеств никто не пользовался такой всеобщей любовью, как он в начале Регентства и затем во время первой Парижской войны.
Герцогу де Бофору не дано было великих замыслов, он не шёл дальше намерений… У самого же герцога ум был скуден, тяжел и к тому же затуманен самодовольством. Он почитал себя ловким, и от этого казался плутом, так как с первого взгляда видно было, что ему недостает смысла, чтобы быть коварным. Он отличался личной храбростью, более чем это обыкновенно свойственно хвастунам — а он был им во всех отношениях — и ни чем не похвалялся так лживо, как своими любовными победами. Он говорил и мыслил, как простонародье, кумиром которого он некоторое время был…
Кроме того, отличался косноязычием, его постоянные оговорки и орфографические ошибки были предметом шуток в свете (эту фактуру с успехом использует Дюма в характеристике своего персонажа).
…часто в разговоре герцог де Бофор употреблял одно слово вместо другого — об одном человеке, получившем контузию, он сказал «конфузил»; однажды, встретив г-жу Гриньян в трауре, он сказал об этом: «Я видел сегодня г-жу Гриньян, она имела очень печальный вид», но вместо lugubre (печальный), он сказал lubrique (похотливый). Поэтому и г-жа Гриньян, со своей стороны, описывая одного немецкого вельможу, заметила: «Он очень похож на герцога де Бофора, только лучше его говорит по-французски».
Бло, известный куплетист того времени, сочинил про него:
Гремит он и сверкает в сече,
Своим врагам внушая страх;
Когда ж его мы слышим речи,
У всех усмешка на устах.

Гастон к сраженьям непривычен,
Зато слова ему легки.
Зачем Бофор косноязычен?
Зачем Гастон лишен руки?
Никогда не был женат и потомства не оставил. Самая долгая связь, более полутора десятилетий была у него с герцогиней де Монбазон (супругой Эркюля де Монбазона), которая помогла ему бежать из тюрьмы. Кроме того, некоторое время был любовником Анны Женевьевы де Бурбон-Конде, герцогини де Лонгвиль, сестры Великого Конде.

## В кино
- 1922 — 20 лет спустя / Vingt ans après;  в роли Бофора — Жан Дарагон
- 1989 — Возвращение мушкетёров; в роли Бофора — Эусебио Лазаро.
- 1992 — телесериал Мушкетёры двадцать лет спустя; в роли Бофора — Игорь Дмитриев.
- 2009 — мини-сериал Королева и кардинал; в роли Бофора  — Самюэль Тейс.